# Aphanius splendens
Aphanius splendens, es una especie de pez actinopeterigio de agua dulce, de la familia de los ciprinodóntidos.
Peces de pequeño tamaño con una longitud máxima descrita de 5 cm, se comercializan para acuariofilia pero son muy difíciles de mantener en acuario.

## Distribución y hábitat
En la actualidad está totalmente extinguido. Se distribuía por río y lagos del centro de Turquía.